# Нуризово
Нуриз́ово (рос. Нурызово) — присілок в Балезінському районі Удмуртії, Росія.

## Населення
Населення — 140 осіб (2010; 158 в 2002).
Національний склад станом на 2002 рік:
- удмурти — 93 %